# Йонас Кампер
Йонас Кампер (дан. Jonas Kamper, нар. 3 травня 1983, Нерре-Алслев) — данський футболіст, що грав на позиції півзахисника. По завершенні ігрової кар'єри — тренер. З 2019 року тренує молодіжну команду клубу «Раннерс».
Виступав, зокрема, за клуби «Брондбю» та «Армінія» (Білефельд), а також національну збірну Данії.
Чемпіон Данії. Дворазовий володар Кубка Данії.

## Клубна кар'єра
У дорослому футболі дебютував 2002 року виступами за команду «Брондбю», в якій провів чотири сезони, взявши участь у 101 матчі чемпіонату. Більшість часу, проведеного у складі «Брондбю», був основним гравцем команди.
Своєю грою за цю команду привернув увагу представників тренерського штабу клубу «Армінія» (Білефельд), до складу якого приєднався 2006 року. Відіграв за білефельдський клуб наступні чотири сезони своєї ігрової кар'єри. Граючи у складі білефельдської «Армінії», також здебільшого виходив на поле в основному складі команди.
Протягом 2010—2015 років захищав кольори клубу «Раннерс».
Завершив ігрову кар'єру у команді «Віборг», за яку виступав протягом 2015—2018 років.

## Виступи за збірні
У 1998 році дебютував у складі юнацької збірної Данії (U-16), загалом на юнацькому рівні взяв участь у 54 іграх, відзначившись 12 забитими голами.
Протягом 2002–2006 років залучався до складу молодіжної збірної Данії. На молодіжному рівні зіграв у 39 офіційних матчах, забив 3 голи.
У 2006 році дебютував в офіційних матчах у складі національної збірної Данії.
Загалом протягом кар'єри в національній команді, яка тривала 3 роки, провів у її формі 1 матч.

## Кар'єра тренера
Розпочав тренерську кар'єру невдовзі по завершенні кар'єри гравця, 2019 року як тренер молодіжної команди клубу «Раннерс». Наразі досвід тренерської роботи обмежується цим клубом, в якому Йонас Кампер працює і досі.

## Титули і досягнення
- Чемпіон Данії (1):

«Брондбю»: 2004-2005
- Володар Кубка Данії (2):

«Брондбю»: 2002-2003, 2004-2005
- Володар Суперкубка Данії (1):

«Брондбю»:  2002